# النطاق (الجبار)
النطاق في الفلك (بالإنجليزية: Alnitak) هو أحد النجوم الثلاثة التي تمثل حزام (نطاق) الجبار Zeta Orionis وهو في اتجاه الشرق بالنسبة لأخوته النجمين النيلم والمنطقة . ويتكون النطاق نفسه من ثلاثة نجوم النطاق Alnitak Aa والنطاق ب والنطاق أب ويبلغ قدره الظاهري +2,03 .
والنجم الرئيسي في مجموعة النطاق يسمى النطاق Alnitak Aa وهو من تصنيف طيف O9 وهو نجم أبيض-أزرق، وتنتمي إلى التصنيف عملاق أزرق ، وتبلغ شدة لمعانه الكلية نحو 100.000 مثل شدة لمعان الشمس . تبلغ شدة لمعانه الضوئية أكبر 10.000 من لمعان الشمس الضوئي (النجم يشع في نطاق الأشعة الضوئية وكذلك في نطاقات أخرى للأشعة الكهرومغناطيسية مثل أشعة فوق البنفسجية).
تبلغ درجة حرارة سطحه نحو 25.000 كلفن (درجة حرارة الشمس 5700 كلفن فقط). كما يبلغ قطره أكبر 20 مرة من قطر الشمس. يبعد النطاق عنا نحو 820 سنة ضوئية.
وهو أشد النجوم لمعانا من نوع التصنيف أو . ويبلغ قدر النطاق ب القدر 4 للنجوم من التصنيف ب وهو يدور حول النطاق أأ مرة كل 1500 سنة . أما النجم الثالث وهو النطاق أب فقد اكتشف مؤخرا عام 1998.
ويبلغ قدره 4 ويصنف من نوع التصنيف أو O-Type.
ويوجد بالقرب من النطاق السديم (IC434).

## حزام الجبار
يتكون حزام الجبار من ثلاثة نجوم متجاورة من أشد نجوم السماء سطوعا، وهي تقع في كوكبة الجبار. والثلاثة نجوم هي المنطقة (الجبار) ونيلم والنطاق (الجبار) الذي يبعد نحو 820 سنة ضوئية .
|  |  |

|  |  |

## اقرأ أيضاً
| * في 354 الملتهب - نجم ولف-رايت - النظام (الجبار) - التصنيف النجمي - سديم الشعلة - كتلة جينس - انفجار أشعة غاما 080913 - مستعر أعظم | * قزم أبيض - عملاق أحمر - نجم الدجاجة اكس - تخليق العناصر - ثقب أسود - النسق الأساسي - مجرة حلزونية - مجرة إهليجية | * إشعاع الخلفية الميكروني الكوني - الانفجار العظيم - خط زمني للانفجار العظيم - نجم نيوتروني - ثقب أسود - مسييه 100 - انفجار أشعة غاما 080319ب - انفجار أشعة غاما 090423 - تصنيف الطيف |

## وصلات خارجية
- "Alnitak 3". SolStation. مؤرشف من الأصل في 2018-05-03. اطلع عليه بتاريخ 2005-12-15.
- Image of Alnitak from APOD